# Bassin de la baie d'Hudson
 (avril 2021).

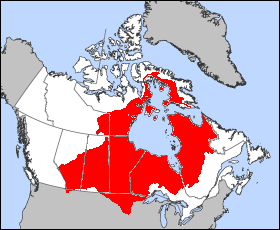
Bassin versant de la baie d'Hudson (dont les baies d'Ungava et James)

Le bassin de la baie d'Hudson est un bassin versant qui comprend les principaux cours d'eau qui se jettent dans les baies d'Ungava, Hudson et James de l'Océan Arctique.
La superficie du bassin s'élève à environ 3,9 millions de km² et comprend des parties de cinq provinces du Canada (Alberta, Saskatchewan, Manitoba, Ontario et Québec), de deux de ses territoires (Territoires du Nord-Ouest et Nunavut) et de quatre États américains (Minnesota, Dakota du Nord, Dakota du Sud et Montana). Le débit moyen de l’ensemble du bassin versant de la baie d’Hudson s’élève à 30 900 m3/s (mètre cube par seconde). Les fleuves les plus importants sont la Grande Rivière, avec un débit annuel d’environ 3 400 m3/s et le Nelson, avec un débit d’environ 3 100 m3/s. 
Les fleuves qui constituent le bassin sont présentés en commençant par la rivière George dans le nord-est du Québec, qui se jette dans la baie d'Ungava, en suivant le sens des aiguilles d'une horloge.

## Au Québec
- Rivière George
- Rivière Tunulic
- Rivière False
- Rivière Koksoak
- Rivière aux Feuilles
- Rivière Arnaud
- Rivière Kovik
- Rivière de Puvirnituq
- Rivière Kogaluc
- Rivière Innuksuac
- Rivière Qikirtaluup Kuunga
- Rivière Nastapoka
- Chenal Goulet
- Petite rivière de la Baleine
- Grande rivière de la Baleine
- Rivière Roggan
- La Grande Rivière
- Rivière Eastmain
- Rivière Pontax
- Rivière Rupert
- Rivière Broadback
- Rivière Nottaway
- Rivière Harricana

## En Ontario
- Rivière Moose
- Rivière Albany
- Rivière Attawapiskat
- Rivière Winisk
- Rivière Severn

## Au Manitoba
- Rivière Hayes
- Fleuve Nelson
- Fleuve Churchill
- Rivières Knife Nord et Knife Sud
- Rivière Seal (en)
- Rivière Grass

## Au Nunavut
- Rivière Geillini
- Rivière Thlewiaza
- Rivière Tha-anne
- Rivière Ferguson
- Rivière Wilson
- Rivière Chesterfield Inlet
- Rivière Lorillard
- Rivière Brown
- Rivière Kirchoffer (île Southampton)
- Rivière Koukdjuak (île de Baffin)

## En Alberta
- Rivière Saskatchewan Nord
- Rivière Saskatchewan Sud
- Rivière Battle
- Rivière Beaver
- Rivière Bow
- Rivière Elbow
- Rivière Highwood
- Rivière Oldman
- Rivière St. Mary (en)
- Rivière Red Deer

## Aux États-Unis
- Rivière Bois de Sioux
- Rivière Buffalo (Minnesota) (en)
- Rivière Marsh (Minnesota) (en)
- Rivière Rouge
- Rivière Sand Hill (en)
- Rivière Souris
- Rivière Turtle (en)